# Grå stjälkröksvamp
Grå stjälkröksvamp (Tulostoma kotlabae) är en svampart som tillhör divisionen basidiesvampar, och som beskrevs av Zdeněk Pouzar. Grå stjälkröksvamp ingår i släktet Tulostoma, och familjen stjälkröksvampar. Enligt den svenska rödlistan är arten starkt hotad i Sverige. Arten förekommer i Götaland och Öland. Artens livsmiljö är jordbrukslandskap.